# Ehrharta longifolia
Ehrharta longifolia är en gräsart som beskrevs av Heinrich Adolph Schrader. Ehrharta longifolia ingår i släktet Ehrharta och familjen gräs. Inga underarter finns listade i Catalogue of Life.